# Perdita atrovirens
Perdita atrovirens är en biart som beskrevs av Timberlake 1968. Perdita atrovirens ingår i släktet Perdita och familjen grävbin. Inga underarter finns listade i Catalogue of Life.